# Eels
Eels is een Amerikaanse band rond zanger-liedjesschrijver Mark Oliver Everett, die ook bekend is onder zijn artiestennaam E. De nummers variëren van rustige en tragische popballads tot energieke en optimistische rocknummers, met invloeden van blues en vaak de karakteristieke Wurlitzer-piano. Daarnaast spelen de melancholische teksten van E (vaak geïnspireerd door de talrijke tragische gebeurtenissen in zijn familie en/of directe omgeving) een belangrijke rol. Veel geroemd zijn de albums Beautiful Freak (1996), Electro-Shock Blues (1998) en Blinking Lights and Other Revelations (2005).

## Biografie
Eels is een band rond frontman "E", die soms ook onder zijn echte naam Mark Oliver Everett werkt. Everett is de zoon van de natuurkundige Hugh Everett. In 1985 debuteert E als Mark Everett met het in eigen beheer uitgebrachte album Bad Dude in Love. Vlak na de release verlaat hij Virginia om in Los Angeles zijn geluk als muzikant te beproeven. Na jaren sappelen tekent hij in 1992 een contract met platenmaatschappij Polydor, dat zijn albums A Man Called (E) (1992) en Broken Toy Shop (1993) uitbrengt.
Terwijl E werkt aan zijn derde soloalbum, ontmoet hij samen met zijn (dan al) vaste drummer Butch Norton de klassiek geschoolde muzikant Tommy Walter. Met zijn drieën richten zij Eels op en ze zijn daarmee de eerste band die door het Dreamworks platenlabel wordt getekend. De hoofdreden voor het kiezen van de naam, is dat de platen dan in de winkel naast die van E zullen liggen. Pas later realiseren ze zich dat er ook nog bands als Eagles bestaan, waardoor dit niet opgaat.
In 1996 brengt de band haar debuut uit: Beautiful Freak, een melancholische popplaat. Met Novocaine for the Soul en Susan's House scoort men in het circuit zelfs enkele bescheiden hitjes. Na de tournee verlaat Tommy Walter de band.
Nummers van het album Beautiful Freak worden gebruikt in de serie de Harde Kern van Veronica waarin hooligans van diverse clubs gevolgd worden. Ondanks de negatieve draai aan de serie, levert het Eels extra bekendheid op.
Na de release van dat album pleegt E's zus Elizabeth zelfmoord en wordt bij zijn moeder de diagnose kanker gesteld. Als reactie verschijnt in 1998 Eels' meest depressieve plaat: Electro-Shock Blues. De teksten van E zijn wederom erg persoonlijk, getuige songtitels als Elizabeth on the Bathroom Floor en Going to Your Funeral. Het album bevat ook meer uptempo popnummers zoals Last Stop: This Town. Eind 1998 wordt een deel van de tournee van de band afgezegd als E's moeder komt te overlijden.
In 2000 blijkt het nieuwe album Daisies of the Galaxy weer vrolijker met nummers als I Like Birds en Mr. E's Beautiful Blues. Ter promotie van deze plaat trekt de band met een heus orkest ('The Eels Orchestra 2000') de wereld over. De tournee eindigt in mineur als roadie Spider komt te overlijden.
In 2001 komt dan Souljacker waarop meer de gitaren overheersen. Een reden hiervoor zou de medewerking van gitarist John Parish, die al eerder met onder andere PJ Harvey werkte, kunnen zijn. Na de tournee ter promotie van de plaat verlaat drummer Butch de groep. In 2002 komt een album I Am the Messiah van MC Honky uit, algemeen wordt aangenomen dat MC Honky een alter ego van E is.
Anno 2003 is het album Shootenanny! verschenen, waarop diverse gastmuzikanten te horen zijn. De tournee wordt een rockshow met de nadruk op harde gitaren. De weerslag is in 2005 te horen; het introspectieve Blinking Lights and Other Revelations op dubbel-cd. De plaat bevat de hit Hey Man (Now You're Really Living) en wordt gevolgd door een semi-akoestische tournee waarbij Eels (op dat moment bestaand uit E, Chet en Big Al) wordt bijgestaan door een strijkorkestje.
In 2006 besluit E om het over een heel andere boeg te gooien. Hij gaat zonder het strijkorkest op tournee door de Verenigde Staten, Canada, Europa en Australië. Het accent ligt nu op de rock, met eigen nummers, maar ook met nummers van Frank Sinatra (That's Life), Will Dixon (Crazy Love) en Tom Waits (Jesus Gonna Be Here). Big Al, in een vorige tournee nog volwaardig muzikant, is nu een veiligheidsmedewerker die zo nu dan een kleine muzikale bijdrage levert. Tevens wordt hij vanaf nu aangesproken als "Krazy Al".
2007 lijkt een jaar waar "E" het wat rustig aan heeft gedaan. Schijn bedriegt echter. In januari 2008 komt Meet The EELS: Essential EELS Vol. 1 uit dat de beginperiode van Eels weer moet geven. Hierop staan vierentwintig nummers en twaalf videoclips. Daarnaast komt er een dubbel-cd met dvd met bijzonder materiaal zoals B-kantjes, door Eels gemaakte filmmuziek en nooit eerder uitgebracht werk.
In 2007 heeft Everett zijn boek Things the Grandchildren Should Know geschreven waarin hij beschrijft hoe het is om zonder familie achter te blijven en toch succesvol te zijn. Ook komt de documentaire Parallel Worlds, Parallel Lives uit, die bekroond wordt met een BAFTA-award.
In 2008 kwam Eels weer voor een aantal concerten naar Nederland. Op 3 maart 2008 stond hij samen met The Chet in de Oosterpoort in Groningen en op 13, 14 en 15 maart op het Cross-linx festival in Utrecht, Enschede en Eindhoven.
In 2009 en 2010 bracht Eels in een zeer korte tijd na elkaar drie albums uit, die samen een trilogie van conceptalbums vormen. Allereerst werd op 2 juni 2009 Hombre Lobo: 12 Songs Of Desire uitgebracht. Dit album behandelde het thema "verlangen", en toonde een Eels met een zeer hoog rock-'n-rollgehalte. Op 19 januari 2010 werd End Times uitgebracht, een album dat zware thema's als ouder worden, de dood en het einde van liefdesrelaties behandelt, en een zeer melancholisch geluid had. Ten slotte bracht Eels op 17 augustus het album Tomorrow Morning uit, dat een veel lichtere en positievere toon had dan zijn twee voorgangers, en over het leven en de liefde gaat.
Op 5 februari 2013 werd het tiende studioalbum Wonderful, Glorious uitgebracht. Tijdens de concerttour naar aanleiding van dit album vierde frontman "E" zijn vijftigste verjaardag tijdens het concert in het Koninklijk Circus in Brussel op 10 april 2013.
In april 2014 bracht Eels zijn elfde album The Cautionary Tales Of Mark Oliver Everett uit. Het twaalfde studioalbum, The Deconstruction, verscheen in april 2018. Het dertiende studioalbum, Earth to Dora, verscheen in oktober 2020.

## Shrek
De band Eels heeft meerdere nummer geschreven voor de Shrek-filmreeks. Na My Beloved Monster op het album voor de eerste Shrek film, volgde I Need Some Sleep voor de tweede film. Voor Shrek The Third werden de nummers Royal Pain en Losing Streak geschreven. Voor de film Shrek Forever After stond er geen nummer van Eels op de soundtrack.

## Bezetting
De vaste bezetting van Eels bestaat alleen uit Mark Oliver Everett zelf, die zich voornamelijk bezighoudt met zang, gitaar en toetsen. Naast Everett speelden onder meer Tommy Walter (Abandoned Pools), Butch Norton, Jeff Lyster ('Chet'), Derek Brown ('Knuckles'), Alan Hunter ('Big Al'/'Krazy Al') en John Parish in de band.

## Discografie

### Albums
| Album met eventuele hitnotering(en) in de Nederlandse Album Top 100       | Datum van verschijnen | Datum van binnenkomst | Hoogste positie | Aantal weken | Opmerkingen                           |
| ------------------------------------------------------------------------- | --------------------- | --------------------- | --------------- | ------------ | ------------------------------------- |
| Beautiful Freak                                                           | 1996                  | 31-05-1997            | 32              | 10           |                                       |
| Electro-Shock Blues                                                       | 1998                  | 03-10-1998            | 46              | 7            |                                       |
| Daisies of the Galaxy                                                     | 2000                  | 03-11-2000            | 34              | 6            |                                       |
| Oh What a Beautiful Morning                                               | 2000                  | -                     |                 |              | Livealbum                             |
| Souljacker                                                                | 2001                  | 06-10-2001            | 56              | 3            |                                       |
| Electro-Shock Blues Show                                                  | 2002                  | -                     |                 |              | Livealbum                             |
| Shootenanny!                                                              | 2003                  | 14-06-2003            | 58              | 4            |                                       |
| Sixteen Tons (Ten Songs)                                                  | 2005                  | -                     |                 |              |                                       |
| Blinking Lights and Other Revelations                                     | 2005                  | 30-04-2005            | 18              | 8            |                                       |
| Eels with Strings: Live at Town Hall                                      | 2006                  | 04-03-2006            | 57              | 3            | Livealbum & dvd                       |
| Useless Trinkets: B-Sides, Soundtracks, Rarities and Unreleased 1996–2006 | 2008                  | 26-01-2008            | 77              | 2            | Verzamelalbum & dvd                   |
| Meet the Eels: Essential Eels - vol. 1 1996-2006                          | 18-01-2008            | -                     |                 |              | Verzamelalbum & dvd                   |
| Live and in Person! London 2006                                           | 2008                  | -                     |                 |              | Livealbum & dvd (gelimiteerde oplage) |
| Hombre Lobo                                                               | 29-05-2009            | 06-06-2009            | 37              | 11           |                                       |
| End Times                                                                 | 15-01-2010            | 23-01-2010            | 19              | 7            |                                       |
| Tomorrow Morning                                                          | 23-08-2010            | 28-08-2010            | 10              | 5            |                                       |
| Wonderful, Glorious                                                       | 01-02-2013            | 09-02-2013            | 11              | 6            |                                       |
| The Cautionary Tales of Mark Oliver Everett                               | 18-04-2014            | 26-04-2014            | 8               | 7            |                                       |
| Royal Albert Hall                                                         | 10-04-2015            | 18-04-2015            | 29              | 3            | Livealbum                             |
| The Deconstruction                                                        | 08-04-2018            | 14-04-2018            | 16              | 3            |                                       |
| Earth to Dora                                                             | 30-10-2020            | 07-11-2020            | 23              | 1            |                                       |
| Extreme Witchcraft                                                        | 28-01-2022            | 05-02-2022            | 14              | 1            |                                       |

| Album met hitnotering(en) in de Vlaamse Ultratop 200 albums               | Datum van verschijnen | Datum van binnenkomst | Hoogste positie | Aantal weken | Opmerkingen         |
| ------------------------------------------------------------------------- | --------------------- | --------------------- | --------------- | ------------ | ------------------- |
| Beautiful Freak                                                           | 1996                  | 31-05-1997            | 19              | 17           |                     |
| Electro-Shock Blues                                                       | 1998                  | 26-09-1998            | 4               | 7            | Livealbum           |
| Daisies of the Galaxy                                                     | 2000                  | 04-03-2000            | 8               | 8            |                     |
| Souljacker                                                                | 2001                  | 06-10-2001            | 15              | 7            |                     |
| Shootenanny!                                                              | 2003                  | 14-06-2003            | 14              | 4            |                     |
| Blinking Lights and Other Revelations                                     | 2005                  | 07-05-2005            | 7               | 15           |                     |
| Eels with Strings: Live at Town Hall                                      | 2006                  | 04-03-2006            | 23              | 10           | Livealbum & dvd     |
| Useless Trinkets: B-Sides, Soundtracks, Rarities and Unreleased 1996–2006 | 2008                  | 26-01-2008            | 21              | 7            | Verzamelalbum & dvd |
| Meet the Eels: Essential Eels - vol. 1 1996-2006                          | 2008                  | 26-01-2008            | 13              | 9            | Verzamelalbum & dvd |
| Hombre Lobo                                                               | 2009                  | 06-06-2009            | 1 (3wk)         | 39           |                     |
| End Times                                                                 | 2010                  | 23-01-2010            | 2               | 27           |                     |
| Tomorrow Morning                                                          | 2010                  | 28-08-2010            | 1 (2wk)         | 13           |                     |
| Wonderful, Glorious                                                       | 2013                  | 09-02-2013            | 1 (1wk)         | 41           |                     |
| The Cautionary Tales of Mark Oliver Everett                               | 2014                  | 26-04-2014            | 2               | 31           |                     |
| Royal Albert Hall                                                         | 2015                  | 18-04-2015            | 7               | 21           | Livealbum           |
| The Deconstruction                                                        | 2018                  | 14-04-2018            | 1 (1wk)         | 24           |                     |
| Earth to Dora                                                             | 2020                  | 07-11-2020            | 4               | 12           |                     |
| Extreme Witchcraft                                                        | 2022                  | 05-02-2022            | 4               | 1*           |                     |

### Singles
| Single met eventuele hitnotering(en) in de Nederlandse Top 40 | Datum van verschijnen | Datum van binnenkomst | Hoogste positie | Aantal weken | Opmerkingen                 |
| ------------------------------------------------------------- | --------------------- | --------------------- | --------------- | ------------ | --------------------------- |
| Novocaine for the Soul                                        | 1996                  | -                     |                 |              | Nr. 90 in de Single Top 100 |
| Susan's House                                                 | 1997                  | -                     |                 |              | Nr. 99 in de Single Top 100 |
| Last Stop: This Town                                          | 1998                  | -                     |                 |              | Nr. 96 in de Single Top 100 |
| Mr. E's Beautiful Blues                                       | 2000                  | 19-02-2000            | tip10           | -            | Nr. 85 in de Single Top 100 |

| Single met hitnotering(en) in de Vlaamse Ultratop 50 | Datum van verschijnen | Datum van binnenkomst | Hoogste positie | Aantal weken | Opmerkingen |
| ---------------------------------------------------- | --------------------- | --------------------- | --------------- | ------------ | ----------- |
| That Look You Give That Guy                          | 2009                  | 30-05-2009            | 13              | 16           |             |
| My Timing Is Off                                     | 2009                  | 19-09-2009            | tip3            | -            |             |
| A Line in the Dirt                                   | 2010                  | 30-01-2010            | 32              | 2            |             |
| Little Bird                                          | 2010                  | 10-04-2010            | tip23           | -            |             |
| Spectacular Girl                                     | 2010                  | 28-08-2010            | tip4            | -            |             |
| The Man                                              | 2011                  | 08-01-2011            | tip35           | -            |             |
| New Alphabet                                         | 2013                  | 02-02-2013            | tip11           | -            |             |
| Kinda Fuzzy                                          | 2013                  | 13-04-2013            | tip43           | -            |             |
| Mistakes of My Youth                                 | 2014                  | 22-03-2014            | tip5            | -            |             |
| The Deconstruction                                   | 2018                  | 27-01-2018            | tip15           | -            |             |
| Today Is the Day                                     | 2018                  | 07-04-2018            | tip12           | -            |             |
| Baby Let's Make It Real                              | 2020                  | 22-08-2020            | tip20           | -            |             |
| Are We Alright Again                                 | 2020                  | 03-10-2020            | tip45           | -            |             |
| Earth to Dora                                        | 2021                  | 15-05-2021            | tip             | -            |             |

### NPO Radio 2 Top 2000
| Nummer met noteringen in de NPO Radio 2 Top 2000 | '16  | '17  | '18  | '19  | '20  |
| ------------------------------------------------ | ---- | ---- | ---- | ---- | ---- |
| Novocaine for the Soul                           | 1393 | 1448 | 1745 | 1838 | 1878 |

1. ↑  Een vetgedrukt getal geeft de hoogste notering aan.
2. ↑  2016 was het eerste jaar met een notering voor dit nummer.
3. ↑  Deze tabel is bijgewerkt tot en met de laatste editie (2024).

### Dvd's
- Eels with Strings: Live at Town Hall (2006)
- Live and in Person (2008)

| Dvd's met hitnoteringen in de Nederlandse Music Top 30 | Datum van verschijnen | Datum van binnenkomst | Hoogste positie | Aantal weken | Opmerkingen |
| ------------------------------------------------------ | --------------------- | --------------------- | --------------- | ------------ | ----------- |
| Eels with Strings: Live at Town Hall                   | 2006                  | 11-03-2006            | 24              | 2            |             |